# 美洲原住民宗教

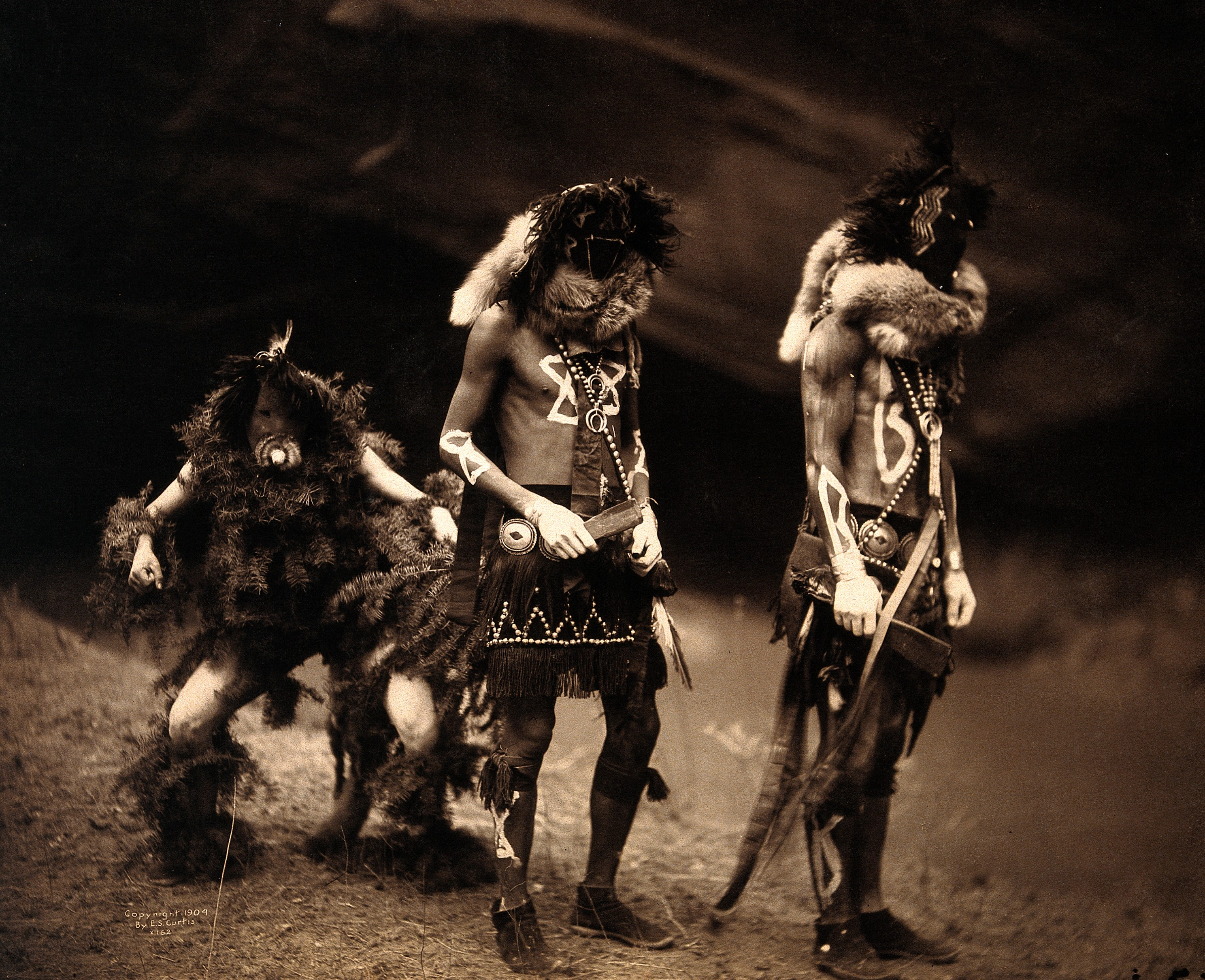
纳瓦霍人打扮成Tó Neinilii, Tobadzischini, Nayenezgani (1904)

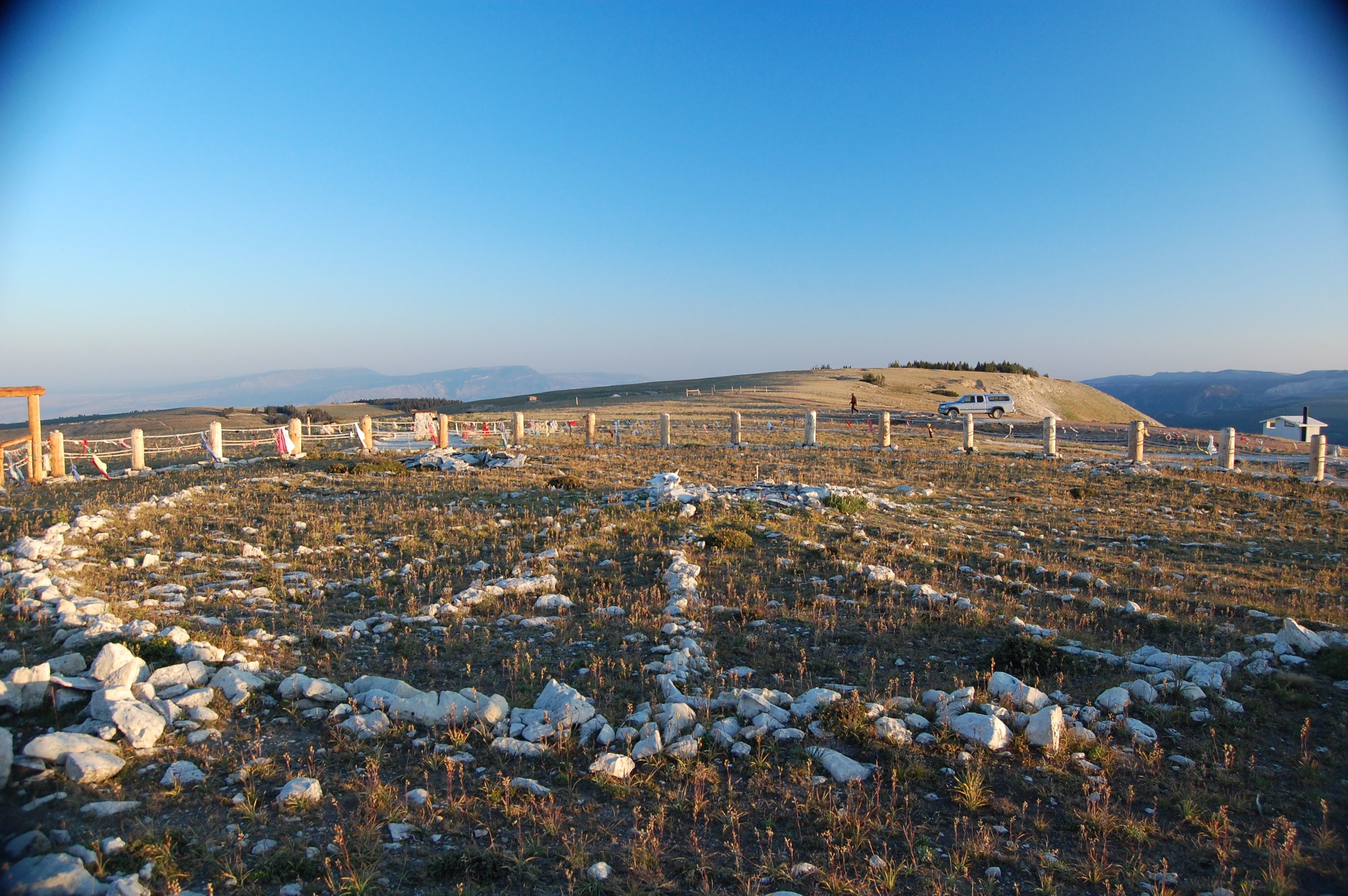
怀俄明州，大角药轮

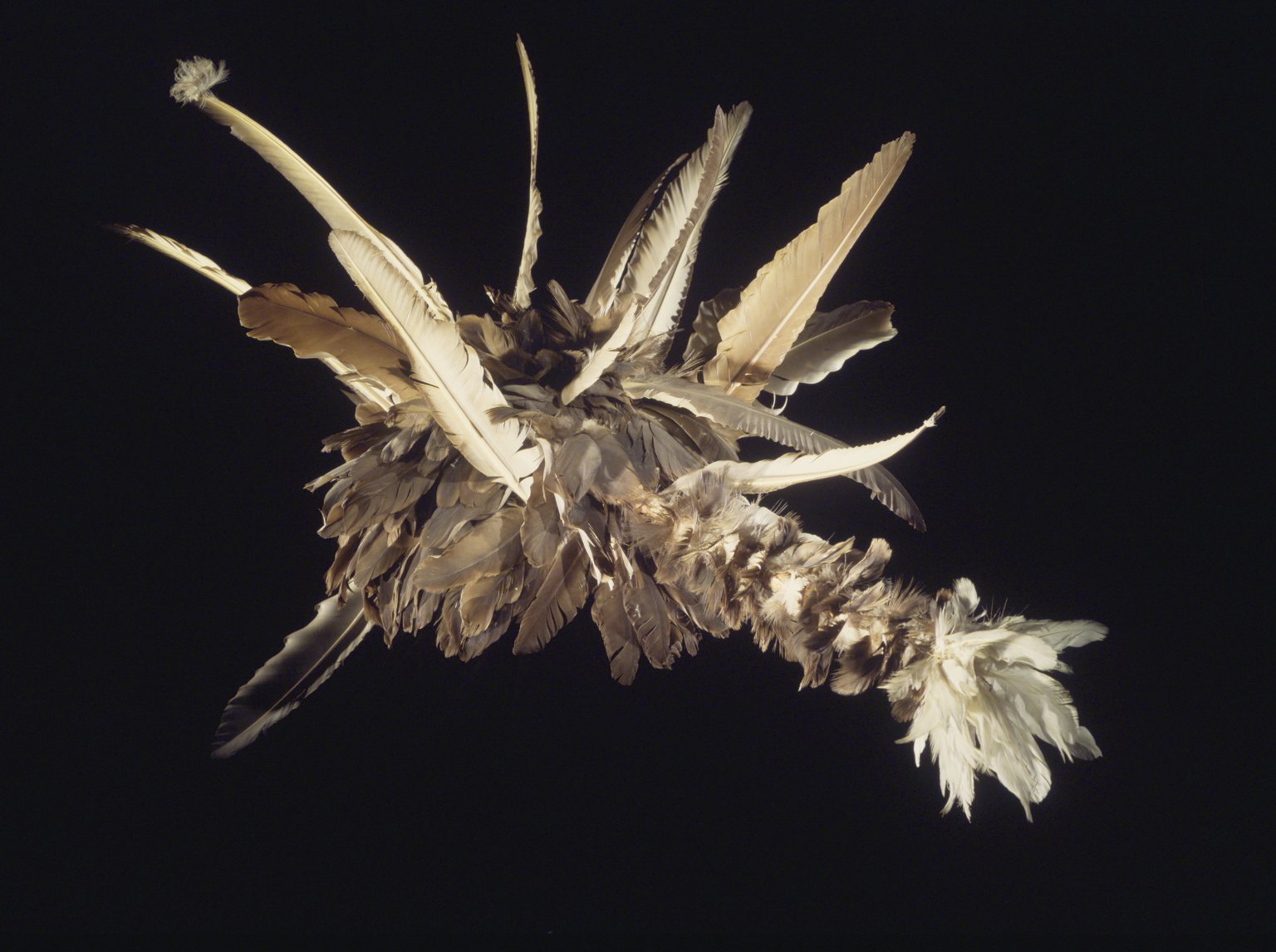
医生的头饰，波莫

美洲原住民宗教是美国美洲原住民的灵修活动。基于每个民族、部落和群体的不同历史和信仰产生的具体仪式差别很大。早期的欧洲探险家将各个美洲原住民部落甚至小群落描述为每个都有自己的宗教习俗。其宗教体系包括一神论、多神论、单一主神论、万物有灵论、萨满教、泛神论或其任意组合等。传统信仰通常以口述历史、故事、寓言和原则的形式流传下来。

## 概述
从 1600 年代开始，欧洲基督徒，包括天主教徒和众多新教教派的基督徒，都试图将美洲原住民部落从他们先前存在的信仰转变为基督教。18 世纪美国独立后，其政府继续压制原住民的习俗并强迫原住民皈依。政府机构和宗教组织经常在这些强制皈依的努力中进行合作。镇压方式常包括暴力，例如政府在 1890 年对鬼舞练习者的暴力根除一样。 
19 世纪末 20 世纪初，美国政府开始转向不那么暴力的手段来压制美洲原住民的宗教信仰。一系列新的联邦法律禁止了原住民的传统习俗，如宴会、太阳舞仪式和使用汗水小屋等。 随着《美洲原住民宗教自由法案》 （AIRFA）的通过，这种政府迫害持续到 1978 年，尽管有人认为 AIRFA 对保护土著宗教信仰几乎没有实际影响。  
另一个意义重大的宗教镇压制度是将美洲原住民儿童从他们的家庭中转移到政府资助、教会经营的印第安人寄宿学校中。在这些学校里，土著儿童学习欧洲基督教、主流白人文化价值观和英语，同时被禁止说自己的语言、实践自己的文化和信仰。这种强制改变信仰和压制土著语言文化的制度一直持续到 1970 年代。   
一些非原住民人类学家估计，21 世纪参与传统美洲原住民宗教的成员约为 9000 人。  由于美洲原住民传统宗教仪式通常不通过社会团体，没有会员名册，对成员数量的估计可能远远低于实际人数。美国原住民宗教领袖还指出，这些学术估计远远低估了参与者的数量，因为一个世纪以来美国联邦政府对传统仪式的迫害导致信徒秘密地实践宗教行为。许多本土宗教信徒有时也参加基督教礼拜，这也会影响统计数据。自从持续了 80 年的法律迫害随着 AIRFA 告终，美国的一些圣地现在已经受到法律保护。 